# Vigintas Stankus
Vigintas Stankus (* 14. Juli 1962 in Kaunas; † 2018) war ein litauischer Künstler.

## Leben
Stankus wurde 1962 in Litauen geboren. 1991 schloss er sein Diplomstudium im Bereich Glasmalerei/Glaslehre an der Litauischen Kunstakademie in der Hauptstadt Vilnius ab. Vigintas war seit 1999 Mitglied des Litauischen Künstlerverbands.
Er arbeitete hauptsächlich mit Ölfarben auf Leinwand, hat aber auch bildhauerische Arbeiten aus Holz und Collagen ausgestellt. Vigintas Stankus hat in mehr als 60 Einzel- und Gruppenausstellungen in Litauen und im Ausland, darunter Deutschland, USA, Spanien, Norwegen und Niederlande ausgestellt.